# Сават (посёлок)
Сават (узб. Savot / Савот) — посёлок городского типа, расположенный на территории Янгиабадского района Джизакской области Республики Узбекистан.
Статус посёлка городского типа с 2009 года.